# 베다어
베다어는 스리랑카에 거주하는 토착 원주민인 베다족이 사용하는 언어이다. 독자적인 언어라기보다는 싱할라어와 알 수 없는 이전 언어가 혼합된 크리올이라고 여겨진다. 현재 베다어 형성에 크게 기여한 다른 조상인 선인도유럽 언어를 'original Vedda language'라고 하는데 재구성할 만큼 충분한 정보가 남아있지 않고, 계통상 어족도 불명이다.
베다족의 정체성은 복합적이며, "해안 베다족"(Coast Veddas)이나 "아누라다푸라 베다족"(Anuradhapura Veddas)처럼 스스로 베다족의 정체성이 약하고 문화적으로 싱할라인에 가까운 일부 사회 집단들도 사냥 중의 의사소통이나 종교 의식에 몇몇 베다어 단어의 사용을 남기고 있다.

## 단어 예시
botakanda (코끼리)
kankunaa (사슴)
karia (곰)
hatera (곰)
okma (물소)
kandaarni (벌)
potti (벌)

## 같이 보기
- 베다인
- 발랑고다인